# Salzstelle bei Hecklingen
Koordinaten: 51° 50′ 49″ N, 11° 33′ 18″ O
Die Salzstelle bei Hecklingen ist ein Naturschutzgebiet in Hecklingen im Salzlandkreis in Sachsen-Anhalt.
Das Naturschutzgebiet mit dem Kennzeichen NSG 0035 ist 14,76 Hektar groß. Es ist Bestandteil des rund 35 Hektar großen, gleichnamigen FFH-Gebietes und wird vom Landschaftsschutzgebiet „Bodeniederung“ umgeben. Das Gebiet, das größtenteils an landwirtschaftliche Nutzflächen grenzt, steht seit Anfang 1926 unter Schutz (Datum der Verordnung: 25. Januar 1926). Zuständige untere Naturschutzbehörde ist der Salzlandkreis.
Das Naturschutzgebiet liegt zwischen Staßfurt und Hecklingen. Es stellt eine bedeutende Binnensalzstelle unter Schutz, in dem salzhaltiges Wasser über Solequellen an die Oberfläche tritt. Gräben führen das salzhaltige Quellwasser zur Beek, einem Nebenfluss der Bode. Das Gebiet ist von kleinflächigen Salzwiesen und -weiden gekennzeichnet, auf denen typische, halotolerante Pflanzen wie Weißes Straußgras, Erdbeerklee, Schmalblatt-Hornklee, Salztäschel, Sumpfdreizack, Roggengerste und Entferntährige Segge wachsen. In den Gräben sind u. a. Salzbunge und Sumpfteichfaden zu finden, an den Grabenrändern wachsen Schilfröhrichte mit Echtem Eibisch und Gewöhnlicher Strandsimse. Im Übergangsbereich zu halophilen Wiesengesellschaften sind Sellerie und Großes Flohkraut zu finden. Feuchte Bereiche werden von Salzschwaden-Strandaster-Gesellschaften und kleinflächig Salzbinsen-Milchkraut-Gesellschaften eingenommen. Weiterhin sind Salzschlickstandorte mit Queller und eingestreuter Strandsode mit Salz-Schuppenmiere und Flügelsamiger Schuppenmiere zu finden.
Das Naturschutzgebiet ist Lebensraum verschiedener Vogelarten wie Schilfrohrsänger, Rohrammer, Schafstelze, Braunkehlchen, Rohrweihe und Kiebitz, die alle auch hier brüten. Weiterhin ist die Salzstelle ein wichtiger Lebensraum für zahlreiche Insekten. So kommen hier Libellen wie Kleine Pechlibelle und Südliche Binsenjungfer, Heuschrecken wie Lang- und Kurzflüglige Schwertschrecke und Weißrandiger Grashüpfer, verschiedene Schmetterlinge und Wanzen sowie halobionte und halophile Laufkäfer und Kurzflügelkäfer (z. B. Bledius bicornis und Bledius unicornis) vor.